# Márffy Károly
Márffy Károly (Budapest, 1884. augusztus 8. – Budapest, 1960. szeptember 6.) színigazgató, hangversenyrendező, idegenforgalmi szakértő. Márffy Oszkár (1876–1950) nyelvész, irodalomtörténész és Márffy Ödön (1878–1959) festőművész, grafikus öccse.

## Életútja
Márffy (Jakab) Károly (1850–1919) és Scheiber Janka (1851–1928) fiaként született. 1890. május 27-én Budapesten, a Szent István-bazilikában testvéreivel együtt kikeresztelkedett a római katolikus hitre. Középiskolai tanulmányait a Budapesti VII. Kerületi (1894–1899), majd a VIII. Kerületi Magyar Királyi Állami Főgimnáziumban (1899–1901) végezte. Ezt követően a Kolozsvári Magyar Királyi Ferenc József Tudományegyetem joghallgatója lett és 1908-ban államtudományi doktorátust szerzett. Két évet Berlinben töltött Max Reinhardt tanítványaként. Pozsonyban dolgozott színházi titkárként, ahonnan 1909 májusában Győrbe szerződtették főrendezőnek. Két évvel később az újonnan alakult Északmagyarországi színtársulat igazgató-főrendezője lett. A következő években társulatával a nyíregyházi, soproni és kaposvári színházakkal állt szerződésben.
1917 októberében kinevezték Máramaros vármegye főlevéltárnokává és átvette a Máramaros című lap szerkesztését. 1920-tól a debreceni Vígszínházat igazgatta. Később visszalépett a színi pályától és az 1920-as években színházi és hangverseny-irodát alapított. Páratlan leleményességgel szerződtette Budapestre többek között Saljapint, Battistinit, Anna Pavlovát, Sztanyiszlavszkij társulatát; illetve a római Cappella Sixtina és a Comédie Française együttesét.
Az 1930-as években az IBUSZ müncheni képviselője volt, majd élete végén az Országos Széchényi Könyvtár Színháztörténeti Osztályán dolgozott. Mindvégig segítette testvérét pénzügyei intézésében. Halálát általános érelmeszesedés okozta.
Karcsi egy elragadó pofa. Imádják itten és olyan geniális hogy az már szinte emberfeletti. Ha Ödönhöz nem mentem volna akkor biztosan őt főztem volna meg magamnak – amilyen fáin fiú.
Első házastársa Mezei Jolán (1883. okt. 20.–1947. szept. 4.) színésznő volt, akivel 1912. március 23-án Lőcsén kötött házasságot. Pályáját 1904 júniusában kezdte. Második felesége Balázsi Olga volt, akivel 1952-ben házasodott meg Budapesten.